# 莎丽哈·莫哈末阿里
丹斯里莎丽哈·莫哈末阿里（1923年1月29日—2011年3月21日），马来西亚政治人物、巫统党员，曾就读伦敦政治经济学院。她是巫统成立之初的主要推动者之一，也是唯一一位在巫统成立的第三次全国代表大会上发言的女性代表。莎丽哈还作为马来亚代表参加了在伦敦和瑞士举行的多个会议。此外，她以倡导妇女与残障人士的权益闻名。
2011年3月21日，莎丽哈因子宫癌去世，享年88岁。她被埋葬在武吉加拉伊斯兰墓地。

## 早期生活
莎丽哈于1923年1月29日出生于雪兰莪巴生，她是马来西亚第四任及第七任首相马哈迪·莫哈末夫人茜蒂哈斯玛的姐姐。她曾有两段婚姻，育有七个孩子。
1945年至1946年，莎丽哈被任命为翁嘉化的秘书。1946年，她被父亲送往英国伦敦政治经济学院学习，成为首批出国留学的马来女性之一。1949年，顺利获得该学院社会科学与经济学文凭。1973年，50岁的她在马来亚大学进修法律。

## 政治生涯
1949年，莎丽哈成为第一位被委任为雪兰莪州首席福利官的女性。此外，她也是第一位被委任为雪兰莪州立法局议员的女性，任期三年。1960年至1970年，莎丽哈是第一位被任命为马来西亚公共服务委员会成员的女性。此外，她是唯一一位被任命为马来西亚全国宗教事务委员会成员和首相署统一委员会成员的女性。
莎丽哈的贡献包括建立少年法庭，维护儿童、老人和残疾人等需要帮助的人的福利。此外，她还是马来亚成功独立的争取人之一，曾与翁嘉化、东姑阿都拉曼、扎巴等人一起反对英国推出的马来亚联邦。

## 参与非政府组织
莎丽哈还参与了各种非政府组织，包括伊斯兰福利协会（Perkim）的创始成员、Perkim全国委员会成员、马华妇女组联合全国妇女理事会组织（NCWO）、关丹非政府组织LKPIM、Puteri Islam和演讲者俱乐部的创始人。此外，她也被委任为国家福利委员会顾问、马来西亚自闭症儿童协会赞助人、聋哑协会顾问、雪兰莪聋儿学校赞助人、痉挛和残疾儿童协会主席、马来西亚Hati基金会董事会成员、HELP学院（高等教育学习计划）创始人兼高等教育执行主席、双威学院赞助人、马来西亚亚洲战略与领导力学院（ASLI）顾问和云顶景观度假村集团主席。

## 亲属关系
- 马哈迪·莫哈末（妹夫）
- 茜蒂哈斯玛（妹妹）
- 依斯迈莫哈末阿里（哥哥）
- 阿末拉查里·莫哈末阿里（弟弟）
- 莫哈末哈欣·莫哈末阿里（弟弟）
- 慕克里·马哈迪（外甥）
- 玛丽娜·马哈迪（外甥女）
- 莫扎尼·马哈迪（外甥）
- 米拉·艾丽雅娜·慕克里（侄孙女）

## 荣誉与纪念
为了纪念莎丽哈的服务，一所学校被建造并命名为Sekolah Menengah Genting Highland Saleha。1985年，她被雪兰莪苏丹授予“拿督巴杜卡”勋衔。2004年，被国家元首端古赛西拉鲁丁授予“丹斯里”勋衔。此外，莎丽哈还于1997年获得了澳大利亚南昆士兰大学的荣誉博士学位，以表彰她在福利和教育领域四十多年的贡献。

## 轶事
- 莎丽哈害怕闪电[6]。